# Leon Chua

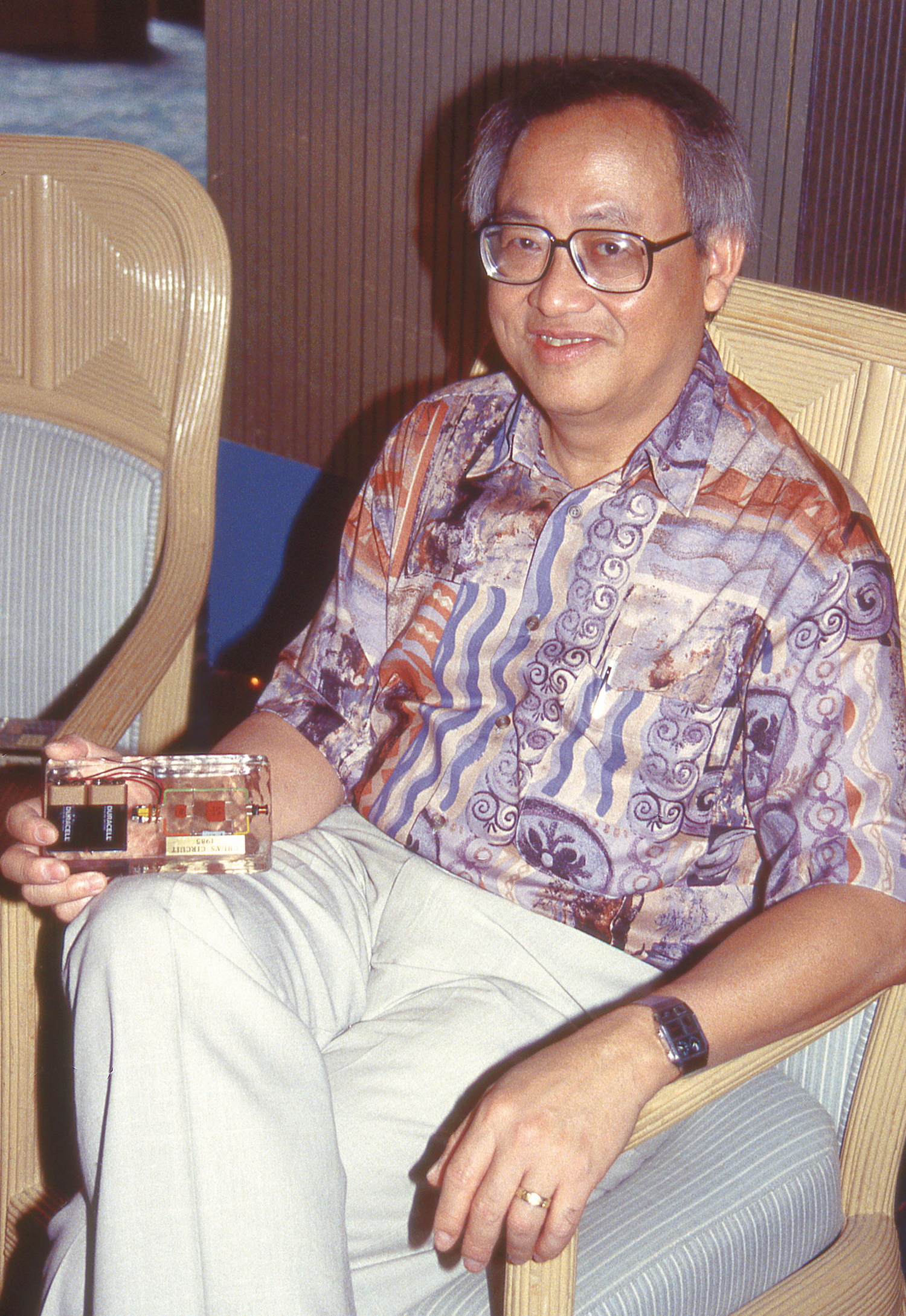
Leon Chua in 1993

Leon Ong Chua (Filipijnen, 28 juni 1936) is een IEEE Fellow en een hoogleraar in elektrotechniek en computerwetenschappen aan de Universiteit van Californië - Berkeley. 

## Leven en werk
Zijn ouders ontvluchtten de Chinese provincie Fujian en trokken in de jaren dertig naar de Filipijnen. Leon Chua behaalde een BSEE aan het Mapúa Institute of Technology in 1959, een MSEE aan het Massachusetts Institute of Technology in 1961 en een Ph.D aan de Universiteit van Illinois te Urbana-Champaign in 1964. Van 1964 tot 1970 had hij een aanstelling aan de Purdue University alvorens in Berkeley te starten.
Hij wordt erkend voor zijn onderzoekswerk in niet-lineaire netwerkanalyse, de bifurcatietheorie en cellular neural networks, dit laatste samen met de Hongaarse Tamás Roska. Hij is de uitvinder en naamgever van Chua's circuit, een schakeling die zich conform de klassieke chaostheorie gedraagt. Ook ontwikkelde hij bij zijn aanstelling in Berkeley in 1971 de theorie achter, en postuleerde hij het principe van de memristor. 37 jaar later zouden R. Stanley Williams en andere wetenschappers van Hewlett-Packard een werkende solid-state memristor creëren.

## Onderscheidingen
Hij is doctor honoris causa van onder meer de École Polytechnique Fédérale de Lausanne (1983), de Technische Universität Dresden (1992), de Johann-Wolfgang-Goethe-Universität Frankfurt am Main (1996) en de Università degli studi di Catania (2000). Op 4 februari 2013 kreeg hij samen met Tamás Roska een eredoctoraat aan de KU Leuven.